# Aspila viridescens
Aspila viridescens är en fjärilsart som beskrevs av Walker 1857. Aspila viridescens ingår i släktet Aspila och familjen nattflyn. Inga underarter finns listade i Catalogue of Life.